# Такаяма (Нагано)
Такаяма (яп. 高山村 Такаяма-мура) — село в Японии, находящееся в уезде Камитакаи префектуры Нагано. Площадь села составляет 98,50 км², население — 7252 человека (1 августа 2014), плотность населения — 73,62 чел./км².

## Географическое положение
Село расположено на острове Хонсю в префектуре Нагано региона Тюбу. С ним граничат города Судзака, Накано, посёлки Обусе, Яманоути, Кусацу, Наканодзё и село Цумагои.

## Население
Население села составляет 7252 человека (1 августа 2014), а плотность — 73,62 чел./км². Изменение численности населения с 1980 по 2005 годы:
| 1980 | 6931 чел. |  |
| 1985 | 7308 чел. |  |
| 1990 | 7342 чел. |  |
| 1995 | 7773 чел. |  |
| 2000 | 7776 чел. |  |
| 2005 | 7654 чел. |  |

## Символика
Деревом села считается тис остроконечный, цветком — Hymenanthes.